# Milan Apih
Milan Apih - Jure, slovenski komunist, partizan prvoborec, pesnik, pisatelj * 4. november 1906, Celje, † 9. februar 1992, Ljubljana. 
Leta 1925 je maturiral na učiteljišču v Mariboru.
Pred 2. svetovno vojno je bil zaradi politične dejavnosti večkrat zaprt in konfiniran (4 leta v Sremski Mitrovici, 9 mesecev v Bileči).
Rezervni polkovnik JLA Apih je leta 1932 postal član KPS.
1941 se je pridružil NOB.
Postal je vodja kulturno-umetniškega odseka ZAVNOHa, vodja odseka za ljudsko prosveto SNOS in sekretar propagandne komisije OF.
Leta 1945 je postal načelnik oddelka pri Ozni za Slovenijo, 1946–50 načelnik materialno-finančnega oddelka pri Udbi za Jugoslavijo.
Nato je bil pomočnik ministra za trgovino FLRJ, direktor Radio Ljubljana (1954–56), predsednik OLO Maribor (1957–59), poslanec v Skupščini SRS (1960–63), sodnik ustavnega sodišča SRS (1963–75).
Je avtor več pesmi (Nabrusimo kose, 1936; Bilečanka, 1940), člankov, dveh spominskih zapisov (Sredi pušk in bajonetov, 1962; Enajsta šola Andreja Klasa, 1982) in pesniške zbirke Sredi polja drevo, 1990.
V 80ih letih je javno podprl in v polemiki branil idejo o narodni spravi, ki jo je predlagala Spomenka Hribar.
Ob 100-letnici rojstva mu je posvetila Zapis v drobno priznanje in zahvalo, DELO, 4.11.2006. 

## Odlikovanja
- red za hrabrost
- red zaslug za ljudstvo II. stopnje
- red bratstva in enotnosti II. stopnje
- partizanska spomenica 1941